# Tiertaufe

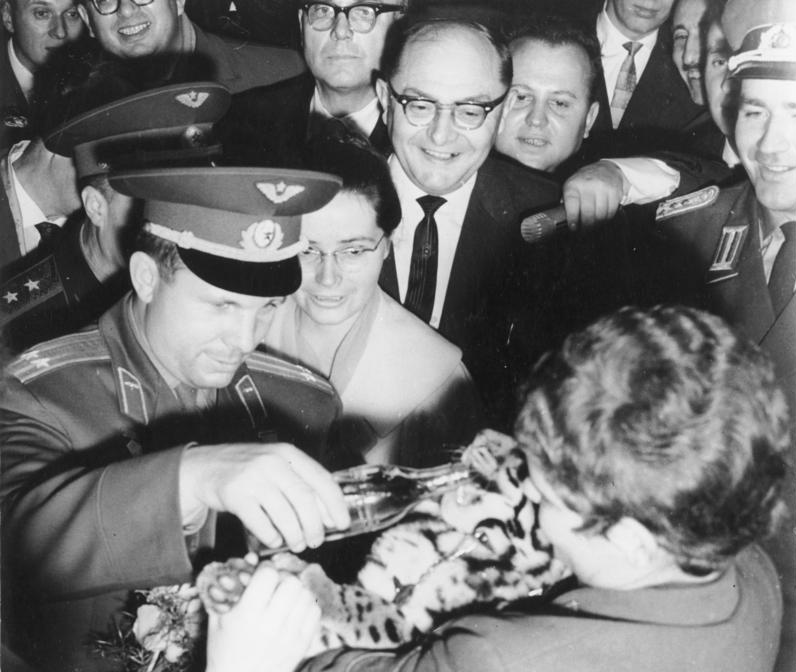
Juri Gagarin tauft ein Nebelparderbaby im Tierpark Berlin auf den Namen Juri (1963)

Tiertaufe ist der Begriff dafür, dass einem individuellen Tier ein Name gegeben wird.
Tiertaufen sind von Zoos, Großaquarien, Zirkussen, Wildgehegen, Streichelzoos, Tier-, Vogel- oder Wildparks sowie bei Reitturnieren bekannt. Sie sind von der christlichen Taufe wie auch kirchlichen Tiersegnungen abzugrenzen. 
Tiertaufen können auch durch Prominente oder Würdenträger vollzogen werden. Während die individuelle Benennung eines Tieres einen paternalistischen und zugleich Macht etablierenden Akt über das Tier darstellt, ist die Teilhabe daran laut Irus Braverman für die Öffentlichkeit auch Gelegenheit zu einer befriedigenden Erfahrung tiefreichender Kontrolle über das Tier.

## Tiertaufen
- Die Zeitschrift Für unsere Frauen berichtete über die Taufe von zwei Löwenjungen in der Charlottenburger Flora 1893, bei der die Tiere mit einer Flasche Sekt getauft wurden.[12]
- Eine Tiertaufe nach orthodoxem Ritus mit Prominenten als Paten gab es 1937 für zwei Bärenjungen im Belgrader Zoo.[13]
- Die Bären Nante und Jette im Berliner Bärenzwinger wurden 1949 öffentlich getauft.[14]
- Der sowjetische Kosmonaut Juri Gagarin taufte im Oktober 1963 ein Nebelparderbaby im Tierpark Berlin mit einer Wasserflasche auf den Namen Juri.[15]

## In der Kultur
- In Uwe Johnsons Roman Das dritte Buch über Achim (1961) wird ein Tiger auf den Namen der titelgebenden Hauptfigur getauft, eines berühmten Radrennfahrers, nachdem Zeitungsleser danach verlangt haben.[16]